# ジェリー・ブルードス
ジェローム・ヘンリー ・"ジェリー"・ブルードス（英語: Jerome Henry "Jerry" Brudos, 1939年1月31日 - 2006年3月28日）は、アメリカの連続殺人犯で屍体性愛者。1968年と1969年の間にオレゴンで少なくとも4人の女性を殺害した。

## 青年期まで
ブルードスは、 第二次世界大戦直前、サウスダコタ州のウェブスターで生まれ、二人息子の次男であった。 彼の母親は女の子を望んでいて、息子であることに不満をもっていた。 また、彼は母親から彼を軽蔑されたり、雑に扱われただけでなく、身体的な虐待も受けていた。幼少期、彼は家族とともに太平洋岸北西部を転々とし、その後オレゴン州セイラムに落ち着いた。
彼は5歳の時から、女性の靴に性的な興味を持っていた。彼は1年生の先生の靴を盗もうとしたと伝えられている。ブルードスは女性の下着フェチで、子供の頃に近所の家から女性もの下着を盗んでいたと述べている。10代の頃、彼は心理療法と精神科の病院に出入りして過ごした。彼はティーンエージャーの頃から地元の女性をストーカーし、殴打するか、窒息させ意識を失わせ、靴を奪って逃走した。
17歳の時、彼は若い女性を拉致して殴打し、性的要求に従わなかった場合は彼女を刺すと脅迫した。逮捕後、彼は9ヶ月間オレゴン州立病院の精神科病棟に入れられた。そこで彼は彼の母親と女性全般に対しての復讐心に絡む性的な空想を膨らませた。彼は精神医学的評価を受け、そして統合失調症と診断された。精神病院に入れられていたにもかかわらず、彼は1957年に高校を卒業する。卒業後間もなく、ブルードスは電気技術者となる。
1961年、彼は17歳の少女と結婚し、オレゴン州郊外のセイラムに住居を構え、後に二人の子供をもうける。 彼は新婚の妻にハイヒール以外全裸で家事をするように頼み写真を撮った。この頃になって彼は頭痛や「記憶の喪失」を訴え、夜間に靴や下着を盗むためにうろついて症状を軽減させようとしていたという。彼は盗んだ靴や下着、そして（一時は遺体も）ガレージに保管しており、妻は彼が設置したインターコムで呼ばないと立ち入りが許されなかった。

## 連続殺人と投獄
1968年から1969年の間に、ブルードスは4人の若い女性を絞殺し と他の2人を襲い未遂に終わっている。
- Linda Slawson（19歳）、百科事典のセールスレディ。 彼の妻と子供たちが家にいる間、ブルードスはガレージに彼女を誘い、木の板で彼女をたたき、そして彼女を首を絞めた。遺体はウィラメット川に遺棄した。
- Karen Sprinker（19歳）、デパートの外の駐車場から銃を突きつけ拉致された。
- Jan Susan Whitney（23歳）、1968年11月26日、 州間高速道路5号線 でオレゴン州セーラムとアルバニーの間で車が故障した。ブルードスは、彼女にそこでレッカー車を呼ぶようにさせたという言い訳で彼女を彼の家に連れて行くことを申し出た。遺体はウィラメットに遺棄された。
- シャロン・ウッド（24歳）は1969年4月21日、ポートランドの駐車場の地下階から銃をつきつけられたものの、誘拐は未遂に終わった。
- グロリア・ジーン・スミス （15歳）は1969年4月22日に、ブルードスに誘拐されそうになった。
- Linda Salee （22歳）、1969年4月23日にショッピングモールの駐車場から誘拐された。遺体はナイロンコードで車のトランスミッションに結びつけられ、ウィラメットに遺棄された。[5]

1969年5月、漁師がロングトム川で2人の遺体を発見した。警察は近くの大学のキャンパスで学生に不審な男性について聞き取り調査を行い、ある生徒がブルードスの名前を挙げた。ブルードスは警察に対して嘘の住所を伝えたため、警察に疑われることとなった。警察は彼の家を捜索し、ガレージで遺体を結ぶのに使用されたコードを切るのと同じ道具で切られた銅線を発見した。ブルードスは逮捕され、すべて自白した。1969年6月28日、ブルードスは3件の第一級殺人で有罪となり、オレゴン州刑務所での3回連続の終身刑を宣告された。
投獄されている間、ブルードスは、ポルノ代わりとして女性の靴のカタログを集めていた。この間、彼は自分が撮影していた遺体と共に写っている写真は、殺害の有罪判決を受けた人物の死体ではなかったので、犠牲者の死体で彼の写真を撮っても彼の罪を証明できないと主張するなど、提訴を繰り返した。1995年、仮釈放委員会は彼に対し、釈放されることは決してないだろうと伝えた。

## 病と死
ブルードスは2006年3月28日に肝臓癌で刑務所で死亡した。 彼はオレゴン刑務所において最も長期にわたり（1969年から2006年までの合計37年）収監された受刑者となった。

## 大衆文化
- NetflixオリジナルシリーズMindhunterのエピソード7と8にブルードスが登場しており、ハッピー・アンダーソン（英語版）が演じた。
- 映画『羊たちの沈黙』には、ブルードスをモデルとしたキャラクターがおり、俳優のテッド・レヴィンがその役を演じた[10]。
- アメリカのエクストリームメタルバンドマカブル（英語版）が2003年に発表したアルバム『マーダー・メタル（英語版）』に収録されている"Fatal Foot Fetish"は、ブルードスを題材としている。

## 書籍
Rule, Ann (1994). Lust Killer. Signet Books. ISBN 0-4511-6687-6  Rule, Ann (1994). Lust Killer. Signet Books. ISBN 0-4511-6687-6  Rule, Ann (1994). Lust Killer. Signet Books. ISBN 0-4511-6687-6